# Indiaman

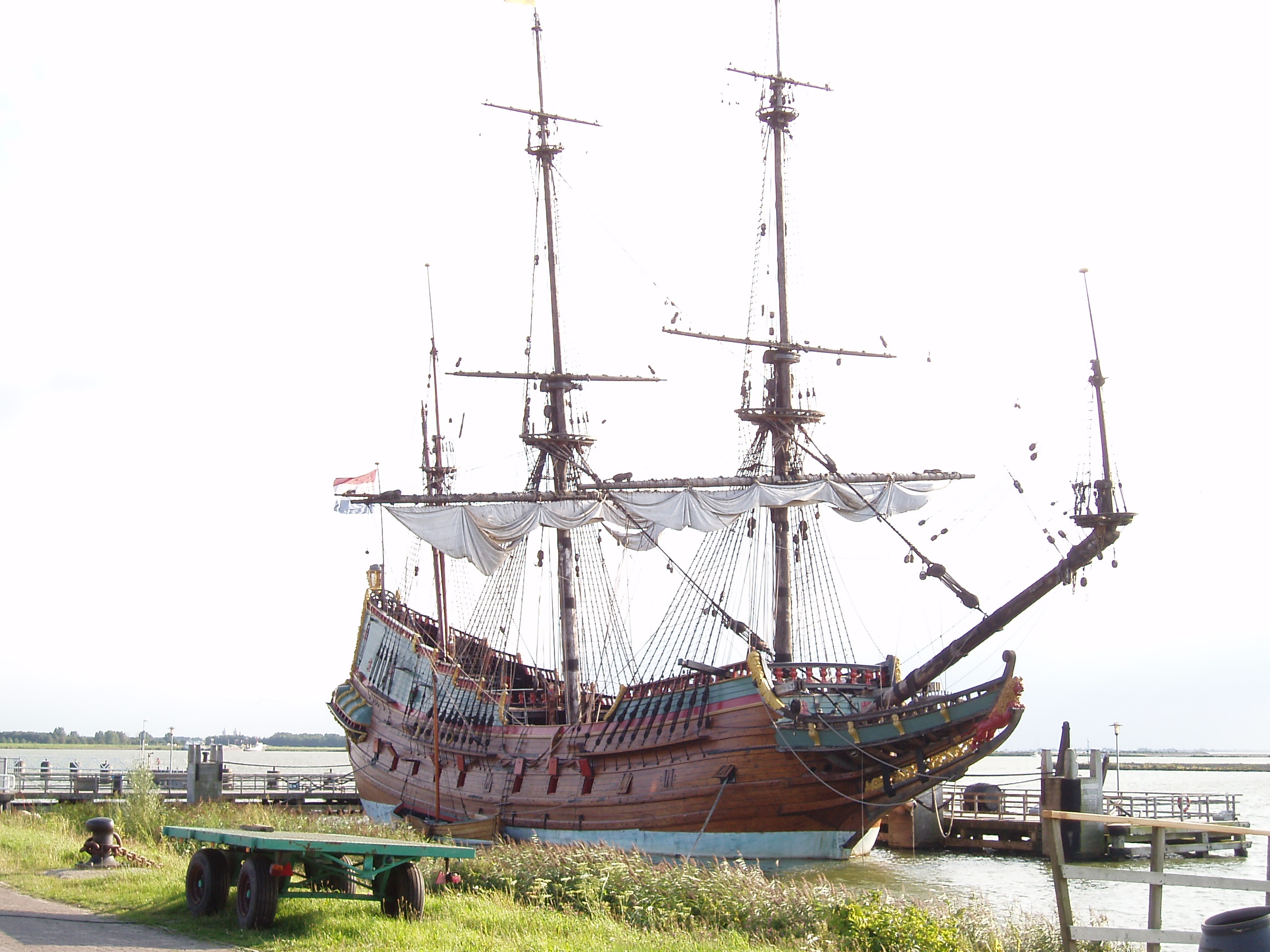
Réplique du Batavia à Lelystad

Two views of an East Indiaman of the time of King William III Deux vues d'un East Indiaman anglais de l'époque du Guillaume III. Le navire hisse le drapeau anglais sur le grand mât et le pavillon rayé de la Compagnie, une variante du Red Ensign anglais, à l'arrière. (Isaac Sailmaker, c. 1685, National Maritime Museum)

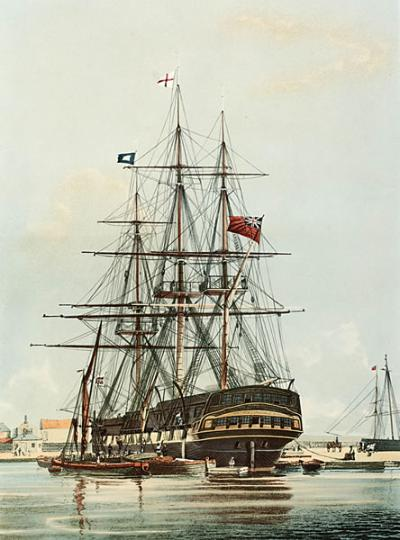
Lindiaman Repulse (1820) aux de Londres.

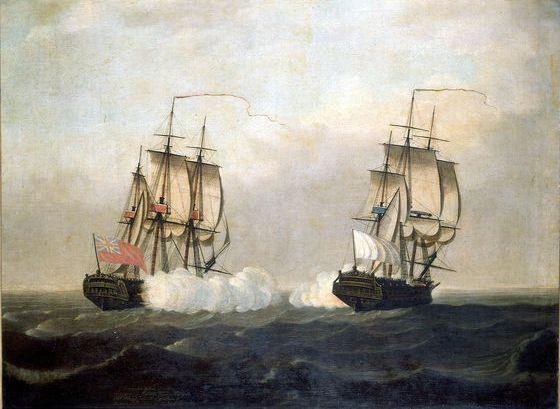
Pitt engaging St Louis, par Lawson Dunn, National Maritime Museum, Greenwich.

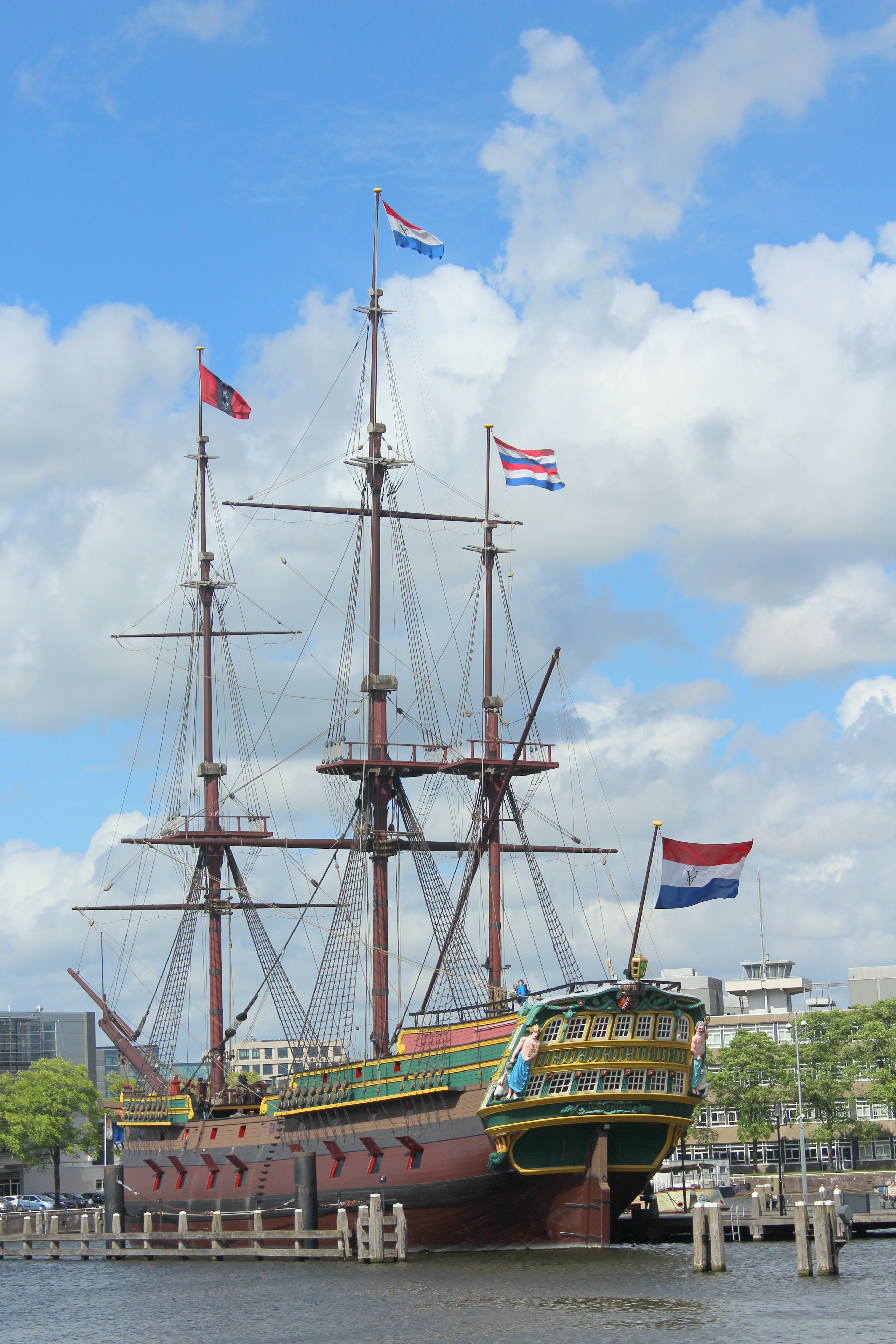
Réplique du Amsterdam à Nederlands Scheepvaartmuseum

Un indiaman (au pluriel : indiamen) est un navire de type variable (galion, frégate, brick ...), affrété ou armé par la Compagnie anglaise des Indes orientales (en anglais : Honourable East India Company) ou la Compagnie néerlandaise des Indes orientales (en néerlandais : Vereenigde Oostindische Compagnie). 
La Compagnie des Indes Orientales avait un monopole accordé par la reine Élisabeth Ire pour tout le commerce entre le cap de Bonne-Espérance et le cap Horn. Ce monopole fut progressivement restreint au cours des XVIIIe et XIXe siècles.  Les indiamen naviguaient habituellement entre l'Angleterre et l'Inde en passant par le cap de Bonne-Espérance ; certains desservaient la Chine. Le retour s'effectuait par la même route. Le périple complet prenait en moyenne 18 mois. Les principaux ports desservis en Inde étaient Bombay, Madras et Calcutta.

## Étymologie
Indiaman signifie littéralement « homme des Indes » au pluriel : indiamen. Mais la signification exacte est « vaisseau des Indes ». À l'époque les Anglais utilisaient indifféremment  les termes warship, ship of war, man of war, man o'war, ou man'o'war pour désigner un vaisseau de guerre et par extension ces gros navires de commerce fortement armés. Ce mot est également utilisé comme traduction du néerlandais : Oostindiëvaarder de la Compagnie néerlandaise des Indes orientales.

## Description
Les indiamen étaient conçus pour transporter à la fois des passagers et des marchandises, tout en ayant la capacité de repousser l'attaque de corsaires : leur conception en faisait une catégorie de navire à part. À l'époque des guerres napoléoniennes, certains indiamen emportaient un armement considérable ; ils étaient souvent peints de façon à ressembler à des navires de guerre. Quelques-uns de ces navires furent même rachetés par la Royal Navy et, dans certains cas, repoussèrent des attaques françaises. Un de ces affrontements les plus connus est la bataille de Poulo Aura qui se déroula dans l'océan Indien en 1804 : un convoi composé d'indiamen et d'autres navires marchands combattit avec succès contre une escadre française commandée par l'amiral de Linois.
Les indiamen étaient les plus grands navires marchands de construction courante à la fin du XVIIIe siècle et au début du XIXe siècle ; leur tonnage  était généralement compris entre 300 et 1200 tonneaux. Le Earl of Mansfield et le Lascelles, construits à Deptford en 1795, et qui comptaient parmi les plus grands des indiamen, furent rachetés par la Royal Navy pour être transformés en navires de lignes de 56 canons. Rebaptisés respectivement HMS Weymouth et HMS Madras, ils jaugeaient 1426 tonneaux, pour 53,3 mètres de longueur hors-tout (175 pieds), 44 m de longueur de quille (144 pieds), 13,1 m de large (43 pieds) et 5,2 m de tirant d'eau (17 pieds).

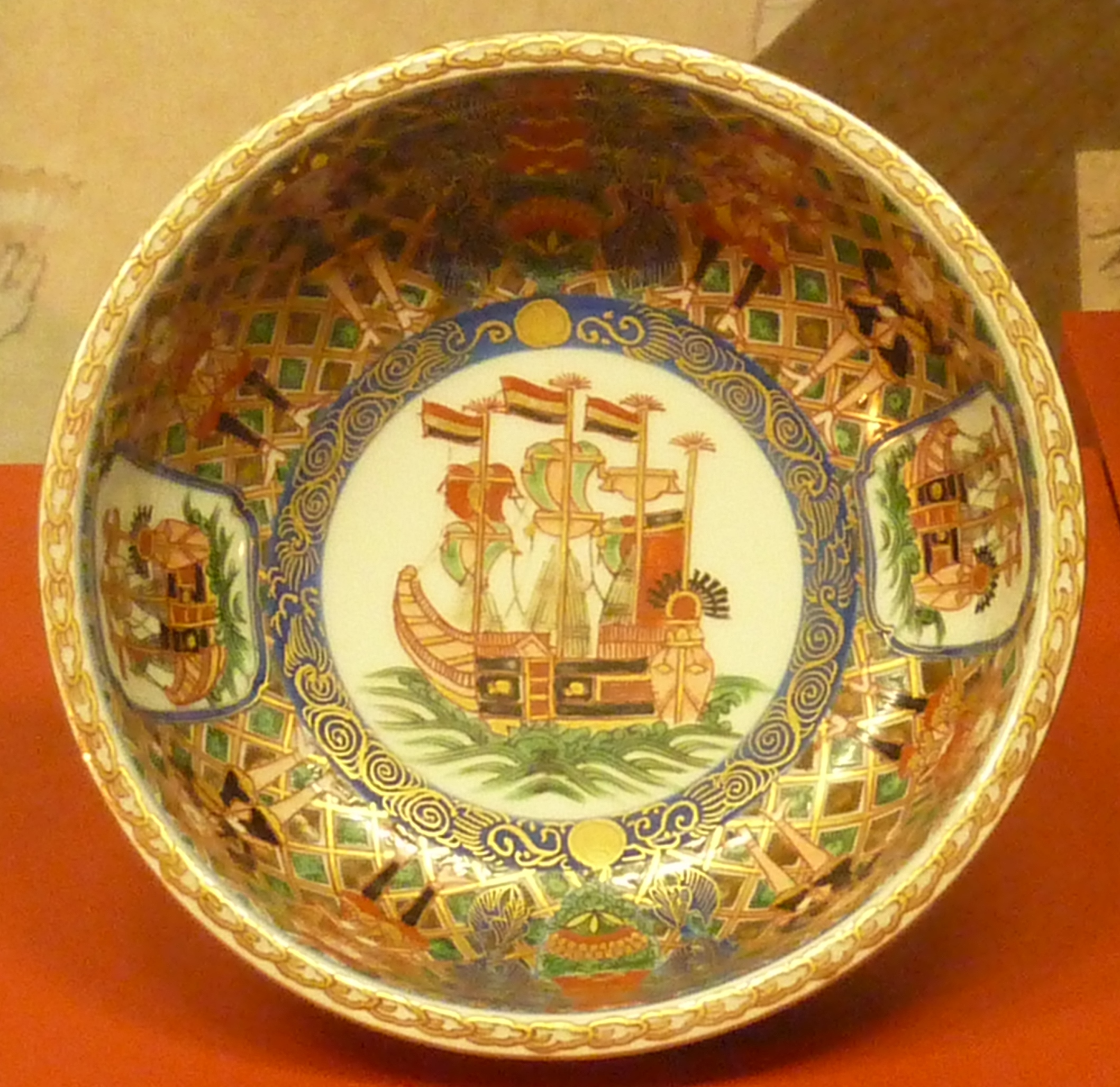
Bol au Navire Noir (porcelaine d'Imari [Japon], fin ou début XIXe siècle).

Un autre indiaman, datant de la même époque et à l'histoire remarquable, est le Lord Warley de 1 176 tonnes, construit au chantier Perry à Blackwall (Londres) en 1795, puis vendu à la Royal Navy et rebaptisé HMS Calcutta. En 1803, il fut utilisé comme transport de troupes pour établir une colonie à Port Phillip (Australie), puis la déplacer, quelques années plus tard, à Hobart en Tasmanie. Le HMS Calcutta fut capturé par les Français en 1805 et brulé par la Royal Navy lors de la bataille de l'île d'Aix en 1809.
Le HMS Glatton, indiaman acquis par la Royal Navy, prendra part aux combats de Camperdown et de Copenhague. Il semble que les officiers de la Royal Navy n'appréciaient pas d'être affectés sur un de ces navires militarisés.
Pour pouvoir emporter les lourds canons, la coque des indiamen était plus large à la flottaison qu'au niveau du pont supérieur (coque frégatée), comme c'était le cas couramment pour les navires de guerre de l'époque ; les canons, placés sur le pont supérieur, se trouvaient ainsi plus près de l'axe du navire, ce qui permettait de préserver sa stabilité. Pour accroitre la similitude avec les navires de guerre, il était fréquent que deux bandes horizontales jaunes soient peintes sur leurs flancs en soulignant la ligne des sabords.
Ces navires comportaient deux ponts, qui couraient de la poupe à la proue, pour les logements de l'équipage ainsi qu'une dunette à l'arrière ; la dunette et le pont en dessous étaient éclairés par des galeries à fenêtres carrées; pour soutenir le poids de ces galeries la coque avait des lignes pleines à l'arrière. Cette disposition pénalisante ne fut généralement pas reprise sur les types de navires construits par la suite, qui étaient en conséquence plus rapides; les indiamen étaient donc désavantagés sur les routes commerciales, surtout quand il ne fut plus nécessaire d'armer les navires.
Avec la réduction progressive du monopole de la Compagnie britannique des Indes orientales, les commandes pour ces navires de commerce lourds et armés diminuèrent ; dans les années 1830, un nouveau modèle de navire, plus élancé et plus rapide, fit son apparition : la Blackwall frigate (en) (« frégate Blackwall ») , conçue pour les routes de l'Inde et de la Chine, qui  se rapprochait plus de la silhouette des clippers américains.
L'épave d'un des plus grands indiamen, l'Earl of Abergavenny, se trouve toujours dans la baie de Weymouth, dans le Dorset, Angleterre.

## Quelquesindiamen
| Nom                      | Compagnie | Longueur (m) | Taille (tonnes) | En service | Fin    | Notes |
| ------------------------ | --------- | ------------ | --------------- | ---------- | ------ | --- |
| Admiral Gardner          | HEIC      | 44           | 816             | 1797-1809  | échoué | Jeté à la côte à Goodwin Sands, la majeure partie de l'équipage portée disparu. Épave localisée en 1985, de nombreuses pièces de cuivre récupérées. |
| Albermarle               | HEIC      | ?            | ?               | -1708      | échoué | Jeté à la côte près de Polperro avec un chargement de diamants, café, poivre, soie et indigo. Déclaré perte totale, le chargement n'a pas été récupéré, bien que la majeure partie de l'équipage ait survécu. Épave non retrouvée.                                             |
| Amsterdam                | VOC       | 42,5         | 1100            | 1749-1749  | échoué | Coulé dans la Manche lors de son voyage inaugural. |
| Batavia                  | VOC       | 56.6         | ~1200           | 1628-1629  | coulé  | Heurta un récif à Beacon Island (en) à l'ouest de l'Australie, la majeure partie de l'équipage et des passagers purent débarquer sur une île voisine. Les débris du navire ont été retrouvés en 1970.                                                                          |
| Dutton                   | HEIC      | ?            | 755             | 1781-1796  | coulé  | Affrété par le gouvernement pour transporter des troupes, jeté à la côte à Plymouth Hoe (en), la majeure partie de l'équipage et des passagers sauvée par Edward Pellew. |
| Earl of Abergavenny (I)  | HEIC      | ?            | 1182            | 1789-1794  | ?      | |
| Earl of Abergavenny (II) | HEIC      | ?            | 1460            | 1796-1805  | coulé  | Coulé dans la Manche, plus de 250 morts. |
| Earl of Mansfield (I)    | HEIC      | ?            | 782             | 1777-1790  | ?      | |
| Earl of Mansfield (II)   | HEIC      | ?            | 1416            | 1795-?     | ?      | |
| Repulse                  | HEIC      | ?            | 1334            | 1820-1830  | ?      | |
| Royal Captain            | HEIC      | 44           | 860             | ?-1773     | coulé  | Heurta un récif dans la mer de Chine méridionale, 3 morts et la cargaison perdue. Épave localisée en 1999. |
| Sussex                   | HEIC      | ?            | 490             | 1736-1738  | coulé  | Coula au large du Mozambique, retrouvé en 1987 : la cargaison (mais pas la coque) a été retrouvée dispersée sur une grande surface sur l'atoll Bassas da India à cause des vagues. Plusieurs canons, deux ancres et des milliers de fragments de porcelaine ont été retrouvés. |
| Kent                     | HEIC      | ?            | 1200            | ~1795      | ?      | Pris à l'abordage par Robert Surcouf qui commandait alors un navire de taille nettement inférieure et avec un équipage 2 fois moins nombreux. |
| Tryal                    | HEIC      | ?            | 500             | 1621-1622  | coulé  | Épave probablement découverte en 1969 au large de l'Australie occidentale. Au moins 95 des 143 membres d'équipage disparurent. |

- HEIC = Honourable East India Company, Compagnie anglaise des Indes orientales,
- VOC = Vereenigde Oostindische Compagnie, Compagnie néerlandaise des Indes orientales